# Olympische Jugend-Winterspiele 2024/Teilnehmer (Georgien)
| Gelbes Symbol für Goldmedaillen mit stilisierten Olympischen Ringen | Graues Symbol für Silbermedaillen mit stilisierten Olympischen Ringen | Braundes Symbol für Bronzemedaillen mit stilisierten Olympischen Ringen |
| ------------------------------------------------------------------- | --------------------------------------------------------------------- | ----------------------------------------------------------------------- |
| —                                                                   | —                                                                     | —                                                                       |

Georgien nahm mit 6 Athleten (4 Männer, 2 Frauen) an den Olympischen Jugend-Winterspielen 2024 in der südkoreanischen Provinz Gangwon teil.

## Teilnehmer nach Sportarten

### Eiskunstlauf
| Athleten                  | Wettbewerb | Kurzprogramm/-tanz | Kurzprogramm/-tanz | Kür/Kürtanz | Kür/Kürtanz | Gesamt | Gesamt |
| Athleten                  | Wettbewerb | Punkte             | Rang               | Punkte      | Rang        | Punkte | Rang   |
| ------------------------- | ---------- | ------------------ | ------------------ | ----------- | ----------- | ------ | ------ |
| Frauen                    |            |                    |                    |             |             |        |        |
| Inga Gurgenidse           | Einzel     | 57,99              | 7                  | 115,42      | 6           | 173,41 | 5      |
| Männer                    |            |                    |                    |             |             |        |        |
| Konstantine Supataschwili | Einzel     | 58,48              | 10                 | 116,25      | 10          | 174,73 | 11     |

### Rennrodeln
| Athleten                          | Wettbewerb   | Lauf 1   | Lauf 1 | Lauf 2        | Lauf 2        | Gesamt        | Gesamt        |
| Athleten                          | Wettbewerb   | Zeit     | Rang   | Zeit          | Rang          | Zeit          | Rang          |
| --------------------------------- | ------------ | -------- | ------ | ------------- | ------------- | ------------- | ------------- |
| Männer                            |              |          |        |               |               |               |               |
| Saba Chatschidse                  | Einsitzer    | 47,485 s | 9      | 47,651        | 14            | 1:35,136 min  | 13            |
| Saba Chatschidse Luka Mikaberidse | Doppelsitzer | DNF      | DNF    | ausgeschieden | ausgeschieden | ausgeschieden | ausgeschieden |

### Skispringen
| Athleten         | Wettbewerb    | 1. Durchgang | 1. Durchgang | 1. Durchgang | 2. Durchgang | 2. Durchgang | 2. Durchgang | Gesamt | Gesamt |
| Athleten         | Wettbewerb    | Weite        | Punkte       | Rang         | Weite        | Punkte       | Rang         | Punkte | Rang   |
| ---------------- | ------------- | ------------ | ------------ | ------------ | ------------ | ------------ | ------------ | ------ | ------ |
| Frauen           |               |              |              |              |              |              |              |        |        |
| Esmiralda Aliewi | Normalschanze | 33,0 m       | 0            | 31           | 39,0 m       | 0            | 31           | 0      | 31     |
| Männer           |               |              |              |              |              |              |              |        |        |
| Giorgi Diakonowi | Normalschanze | 63,5 m       | 23,6         | 39           | 77,5 m       | 49,3         | 32           | 72,9   | 36     |